# Margret Hassan
Margret Rumat Rumar Hassan (* 12. August 1997 in Wau, Sudan) ist eine südsudanesische Sprinterin.

## Karriere
Aufgrund des Bürgerkrieges im Sudan verließ Hassan mit ihrer Familie ihre Heimatstadt Wau.
Zuerst begann Hassan mit dem Fußballspielen, wechselte aber 2012 zur Leichtathletik. Durch Drängen eines Freundes begann sie professionell Leichtathletik zu betreiben.
Für die Olympischen Jugendpiele 2014 in Nanjing wurde Hassan als unabhängige Olympiateilnehmerin ausgewählt und ging über 400 Meter an den Start. Bei der Eröffnungsfeier war sie die Fahnenträgerin.
Bei den Afrikameisterschaften 2016 in Durban lief sie über 200 Meter eine Zeit von 27,61 s.
Bei den Olympischen Spielen 2016 in Rio de Janeiro schied sie im Vorlauf mit einer neuen persönlichen Bestleistung von 26,99 s im Wettkampf über 200 Meter aus und belegte in der Gesamtwertung Rang 71.